# トニー・ローテン
トニー・ローテン・ジュニア  (Tony Wroten, Jr.、1993年4月13日 - )は、アメリカ合衆国・ワシントン州レントン出身のプロバスケットボール選手。

## 来歴
ワシントン大学で1年間だけプレーし、平均16得点  5リバウンド  3.7アシストを記録し、Pac-12カンファレンスの1stチームとフレッシュマン賞を受賞したローテンは、2012年4月にチームメイトのテレンス・ロスと共に2012年のNBAドラフトにアーリーエントリーを表明。25位でメンフィス・グリズリーズから指名されNBA入り。1年目の2012-2013シーズンは、マイク・コンリーから出場時間を奪うことが出来ず、Dリーグで過ごす時間が多くなり、35試合の出場に止まった。
2013年8月22日にフィラデルフィア・76ersに移籍。11月13日のヒューストン・ロケッツ戦で18得点  10リバウンド  11アシストを記録しトリプル・ダブルを達成。2014年11月7日のシカゴ・ブルズ戦では、自己最多の31得点を記録するなど、苦しいチーム状況の中奮闘していたが、2015年1月23日のトロント・ラプターズ戦で、右膝の前十字靭帯を断裂する重傷を負い、無念のシーズン終了。2015年12月5日のデンバー・ナゲッツ戦で復帰するも、同月24日にイシュ・スミスを再獲得したことによるロースター枠の調整のために解雇された。
2016年3月16日、ニューヨーク・ニックスと契約したが、シーズン終了後に解雇され、6月26日、メンフィス・グリズリーズがウェーバー公示で獲得したが、10月7日に解雇。11月29日にテキサス・レジェンズと契約した。

## 人物
父のトニー・ローテン・シニアは元NFL選手で、タンパベイ・バッカニアーズで活躍した。母のシアリーはアリゾナ州立大学で陸上競技選手として活躍。また、ネイト・ロビンソンとは従兄弟に当たる。
- 2021年10月7日、NBAの健康福祉給付制度で給付金を搾取したとして、ニューヨーク南部地区で、テレンス・ウィリアムス（英語版）、トニー・アレン、グレン・デイビス、シャノン・ブラウンら、元NBAプレーヤー17人と共に、保険金詐欺の罪で起訴された[11][12]。